# Arvingarna
Arvingarna er ett svensk danseband. Det blev dannet i 1989. De repræsenterede Sverige i Eurovision Song Contest 1993 med Eloise.

## Diskografi
- 1992 - Coola killar
- 1993 - Eloise
- 1994 - Tjejer
- 1995 - För alltid
- 1996 - Nu & då
- 1997 - Nya spår
- 1998 - Airplane
- 1999 - Lime
- 2001 - Diamanter
- 2002 - Collection
- 2005 - 8
- 2007 - All Included
- 2009 - Underbart
- 2013 - Änglar och en massa kärlek